# On the Road (álbum)
On the Road es el segundo álbum en vivo de la banda de rock británica Traffic, publicado en octubre de 1973 por Island Records.

## Recepción de la crítica
Un escritor no especificado de la revista Record World describió las actuaciones capturadas en el álbum como “algunas de las mejores” de la banda. Un escritor no especificado de la revista Cash Box declaró: “Traffic, una de las bandas más influyentes de todo el rock, siempre ha estado al menos un paso por delante del resto. Este LP en vivo grabado durante una gira por Alemania destaca cuatro de las composiciones que se han convertido en piedras angulares reconocidas del sonido del grupo. [...] «Low Spark of High Heeled Boys» es un increíble milagro de 15 minutos. «Uninspired», «Shoot Out at the Fantasy Factory» y «Light Up or Leave Me Alone» completan este trabajo de energía y determinación. Escuche atentamente”. Un escritor no especificado de la revista Billboard comentó: “Este LP rebosa jazz y pop con sabor latino. La interpretación es intensa y dura. La voz de Steve Winwood se entrelaza maravillosamente con la combinación de trompeta y órgano en «Low Spark of High Heeled Boys» de minuto 15:10”.
Por otro lado, en su reseña inicial del álbum, Joel Vance de Stereo Review le dio al álbum una reseña negativa, escribiendo: “Generalmente no apruebo los álbumes en vivo. En teoría, capturan la emoción y el placer inesperado de los músicos que trabajan frente a una audiencia—ese empuje extra en la voz, el repentino e inspirado solo instrumental. Pero en el rock, al menos, los álbumes en vivo generalmente resultan en pálidas imitaciones de interpretaciones en estudios de grabación o en una pereza indulgente—melodías que suenan (como ocurre aquí) durante diez minutos cuando podrían tocarse mejor en cinco. Los álbumes en vivo también son convenientes para grupos y sellos cuando no tienen nada más que lanzar y los fans están gritando”.

## Lista de canciones

### LP: Island / ISLD 2 (UK)
| Lado uno |                                                                               |          |  |
| N.º      | Título                                                                        | Duración |  |
| 1.       | «Medley: I. «Glad» (Steve Winwood) II. «Freedom Rider» (Winwood, Jim Capaldi) | 20:49    |  |

| Lado dos |                                                       |          |  |
| N.º      | Título                                                | Duración |  |
| 1.       | «Tragic Magic» (Chris Wood)                           | 8:30     |  |
| 2.       | «(Sometimes I Feel So) Uninspired» (Winwood, Capaldi) | 10:20    |  |

| Lado tres |                                                       |          |  |
| N.º       | Título                                                | Duración |  |
| 1.        | «Shoot Out at the Fantasy Factory» (Winwood, Capaldi) | 6:40     |  |
| 2.        | «Light up or Leave Me Alone» (Capaldi)                | 10:30    |  |

| Lado cuatro |                                                        |          |  |
| N.º         | Título                                                 | Duración |  |
| 1.          | «The Low Spark of High Heeled Boys» (Winwood, Capaldi) | 17:35    |  |

### LP: Island / SMAS-9336 (US)
| Lado uno |                                     |          |  |
| N.º      | Título                              | Duración |  |
| 1.       | «The Low Spark of High Heeled Boys» | 15:10    |  |
| 2.       | «Shoot Out At The Fantasy Factory»  | 6:47     |  |

| Lado dos |                                    |          |  |
| N.º      | Título                             | Duración |  |
| 1.       | «(Sometimes I Feel So) Uninspired» | 10:20    |  |
| 2.       | «Light Up or Leave Me Alone»       | 10:45    |  |

## Créditos y personal
Créditos adaptados desde las notas de álbum de On the Road.
Traffic
- Steve Winwood – voces, guitarra, piano
- Roger Hawkins – batería
- Jim Capaldi – voces, percusión, batería
- Barry Beckett – teclados
- David Hood – bajo eléctrico
- Chris Wood – saxofón, flauta
- Rebop Kwaku Baah – percusión

Personal técnico
- Steve Winwood – productor
- Chris Blackwell – productor
- Brian Humphries – ingeniero de audio
- Jimmy Johnson – mezclas
- Jeff Willens – masterización

Diseño
- Ann Borthwick – ilustración
- Brian Cooke – fotografía

## Posicionamiento
| Gráfica (1973)                            | Pico de posición |
| ----------------------------------------- | ---------------- |
| Australia (Kent Music Report)             | 51               |
| Estados Unidos (Billboard Top LPs & Tape) | 29               |
| Estados Unidos (Cash Box Top 100 Albums)  | 21               |
| Estados Unidos (Record World Album Chart) | 27               |
| Reino Unido (UK Albums Chart)             | 40               |